# Fantezia (film)
Fantezia este un film de animație creat de Disney, lansat pe 13 noiembrie 1940.

## Prezentare
Desenul animat combină muzica clasică europeană cu imagini de fantezie, fiind prezentat de Leopold Stokowski și Orchestra din Philadelphia. „Ucenicul vrăjitorului” îl are ca protagonist pe Mickey Mouse. „Încoronarea primăverii” prezintă povestea evoluției, de la animalele unicelulare până la moartea dinozaurilor. „Dansul orelor” este un balet comic interpretat de struți, hipopotami, elefanți și aligatori. „Noapte pe muntele pleșuv” și "Ave Maria" evocă lupta dintre lumină și întuneric, în care demonul nopții este alungat de începutul unei noi zile. 